# 傑森·皮爾斯
傑森·皮爾斯（英語：Jason Pearce；1987年12月6日—）是一位英格蘭足球運動員。在場上的位置是後衛。他現在效力於英格蘭足球甲級聯賽球隊威根競技足球俱樂部。他也曾效力於利茲聯。

## 榮譽
韋根
- 英甲冠軍：2015/16年；

## 外部連結
- 足球数据库：傑森·皮爾斯的球员统计数据